# Caminho de Ferro Mineiro do Lena
O Caminho de Ferro Mineiro do Lena, igualmente denominado de Ramal ou Linha do Lena, era a denominação de um sistema ferroviário privado em Portugal, que operava na Linha de Martingança à Mendiga e os seus ramais, com ligação à rede ferroviária nacional na estação de Martingança, na Linha do Oeste. A sua função principal era transportar o minério desde as Minas da Barrojeira e Bezerra até à estação de Martingança, servindo também para abastecer uma central termoeléctrica. Iniciou as suas operações como um pequeno caminho de ferro durante a Primeira Guerra Mundial, tendo depois conhecido um período de grande expansão na década de 1920. Entrou em declínio em meados dos anos 30, tendo sido encerrado em 1950.

## Descrição
Este caminho de ferro ligava a estação de Martingança, na Linha do Oeste, às minas junto ao Rio Lena, e passava por Maceira, Pinheiros, Batalha e Brancas. Tinha um desvio para Alcanadas, outro para a Corredoura, em Porto de Mós, e um terceiro para as minas da Bezerra. Utilizava originalmente a bitola de 600 mm, que foi posteriormente alterada para a bitola métrica. As obras de arte da linha férrea incluíam vários túneis na área da Corredoura. A via transitava por baixo da Ponte da Boutaca, tendo sido necessário construir um sétimo arco nesta ponte.
Além do transporte de minério, também oferecia serviços para outras mercadorias e passageiros, ao longo do seu traçado.

## História

### Antecedentes e primeiros projectos
A exploração mineira na bacia do Lena iniciou-se por meados de 1855, depois do industrial Jorge Croft ter descoberto as minas da Batalha, nomeadamente Alcanadas e Chão Preto que possuíam carvão e ferro.[carece de fontes?]
Nos primeiros anos dos caminhos de ferro em Portugal, as câmaras municipais do litoral Oeste defenderam que o traçado da futura Linha do Norte devia seguir por aquela região, servindo as principais povoações, como Torres Vedras, Peniche e Caldas da Rainha Por exemplo, em Abril de 1857, o município de Peniche fez uma exposição na Câmara Parlamentar, onde apresentou como um dos argumentos o facto da linha poder servir as minas de carvão mineral junto à Batalha. Em inícios de 1889 foi anunciado um projecto para construir um caminho de ferro de via estreita entre Leiria e Batalha, com um ramal para Reguengo do Fetal.

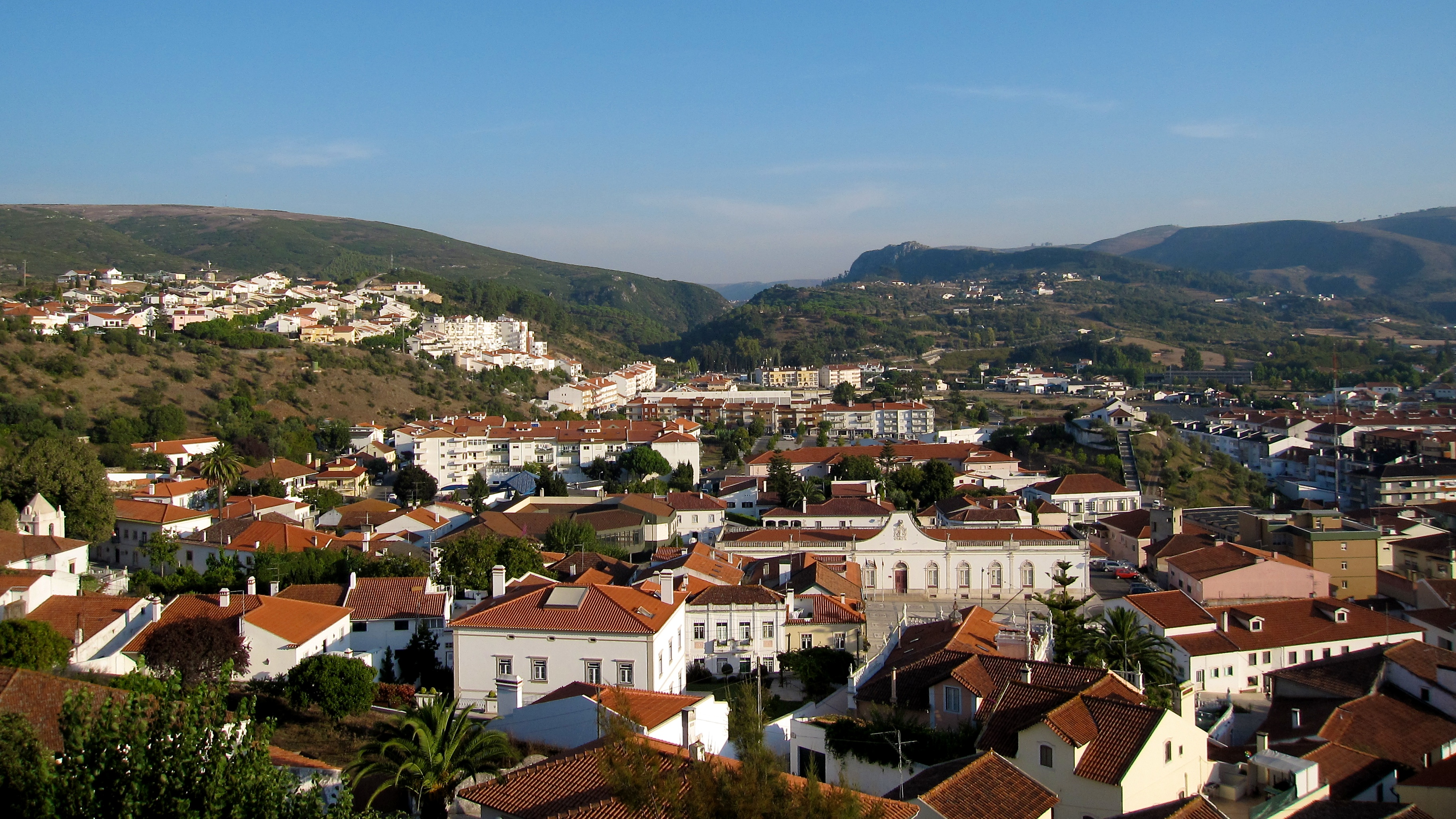
Vista geral da vila de Porto de Mós.

### Planeamento e construção
No entanto, devido à baixa qualidade do carvão, só com a Primeira Guerra Mundial que provocou o aumento da procura de carvão nacional é que a exploração mineira ganhou expressão, e em Novembro de 1916 foi criada a empresa Vierling & Companhia, sob a designação Vasco Bramão e Comp.ª, para fazer a sua exploração. Para se tornar viável a exportação do minério desses locais remotos, o governo concedeu uma autorização especial para a construção de uma linha férrea em bitola métrica em 1917 com extensão de 13 km entre a Martingança e a Batalha, denominada por "Martingança Minas". Não obstante as suas pequenas dimensões e uso exclusivo para o transporte de carvão, este caminho de ferro depressa ganhou uma grande importância, tendo impulsionado as actividades comerciais nas localidades em redor, como Brancas, Porto de Mós, São Jorge e Cumeira, pelo que pouco depois também começou a transportar outras mercadorias.
Em 1922, foi criada a Sociedade Mineira do Lena (também conhecida por Empresa Mineira do Lena) que adquiriu as existentes concessões. Entretanto, como os pontos de exploração mineira aumentavam, principalmente na Batalha e um pouco por todo o concelho de Porto de Mós, a Empresa Mineira do Lena pediu aos Caminhos de Ferro do Estado a criação de uma nova linha que ligasse as minas de Porto de Mós à Linha do Oeste, em Pataias. Em Dezembro de 1922, foi aprovado o prolongamento por mais 15 km do Caminho de Ferro Mineiro do Lena, ficando a estação principal na Corredoura, em Porto de Mós, onde todo o equipamento de suporte e manutenção à linha seria guardado.[carece de fontes?]
Entretanto, no dia 1 de Fevereiro de 1923, o proprietário da linha entre a Batalha e a Martingança, Manuel V. Ribeiro, decidiu suspender o uso da linha, com a intenção de levantar os carris. Isto afectou toda a exploração mineira e todos os seus clientes, principalmente a Empresa de Cimentos de Maceira e Fábrica de Garrafas da Martingança, que se tinha tornado dependente do carvão da Batalha, e também a própria CP. Devido à auto-inflamação do carvão era impossível armazenar minério à boca das minas, tendo sido suspensa temporariamente a exploração.

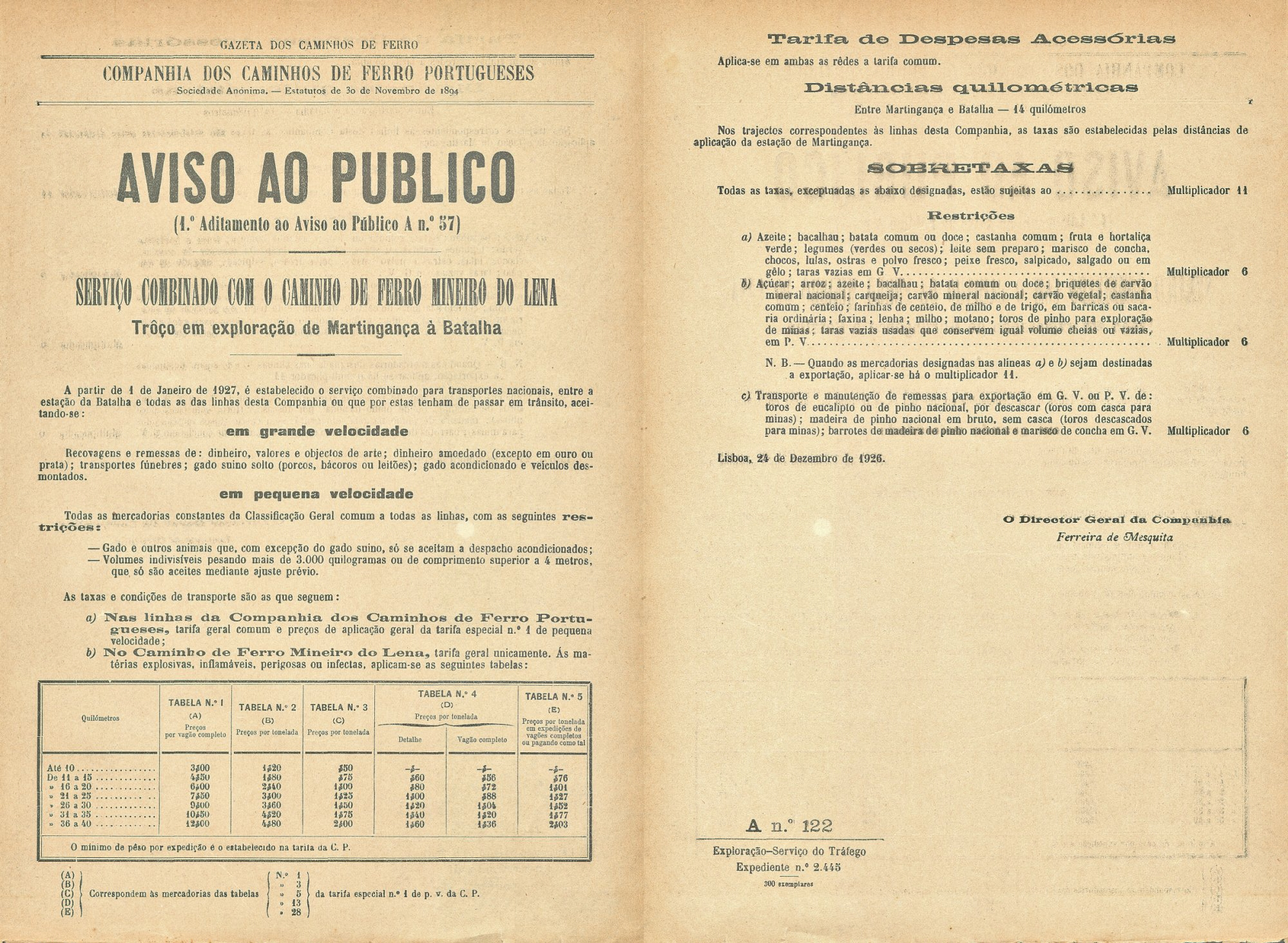
Aviso de 1926 acerca do transporte de mercadorias entre a CP e a Linha do Lena

### Concessão à Empresa Mineira do Lena
Uma portaria de 6 de Junho de 1923 autorizou a Empresa Mineira do Lena a construir a linha, em bitola métrica, embora tenha ficado autorizada a passar a bitola de via de 1 metro para 60 centímetros, mas seria obrigada a voltar a adoptar a bitola original se o governo o exigisse. De forma a evitar os transbordos entre as minas e a linha, a empresa decidiu mudar a bitola. Assim, o troço entre Martingança e a Batalha entrou ao serviço em 21 de Janeiro de 1924, com uma bitola de 600 mm.
Entretanto, em Dezembro de 1923, pediu ao Ministério do Trabalho licença para a realização de serviços para outras mercadorias e passageiros fora dos terrenos da mina, como previsto pelo Decreto n.º 9044, de 9 de Agosto de 1923; duas portarias, de 5 e 15 de Janeiro de 1924, deferiram o serviço de mercadorias e as respectivas tarifas, e um alvará de 26 de Setembro de 1925 autorizou a empresa a explorar a linha. O serviço geral iniciou-se, assim, entre Martingança e a Batalha, em 15 de Outubro de 1926.

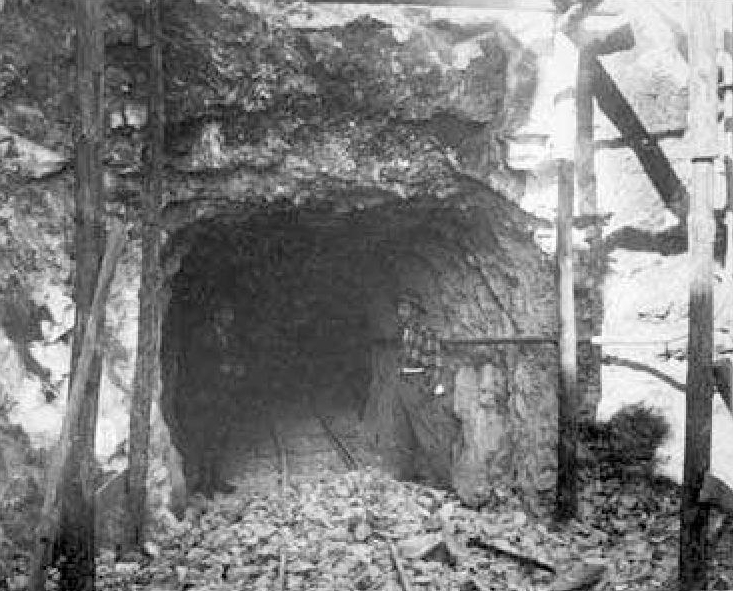
Abertura de um túnel na Serra do Pevide, em 1927

### Trespasse da concessão
Em seguida, a Empresa Mineira do Lena procurou activar a exploração e angariar os fundos necessários, pelo que entrou num processo de liquidação, tendo a comissão formada para este efeito solicitado, em 6 de Novembro de 1926, que o couto mineiro fosse trespassado para a The Match and Tobacco Timber Supply Company, junto com a respectiva ligação ferroviária até Martingança; o primeiro pedido expirou, pelo que foi feito um segundo, em 30 de Março de 1927. Conforme um despacho ministerial de 8 de Dezembro de 1926 e uma portaria de 13 de Abril de 1927, a concessão da mina e do caminho de ferro foi passada para aquela empresa por um alvará de 3 de Junho de 1927.

### Alteração de bitola e continuação até à Mendiga

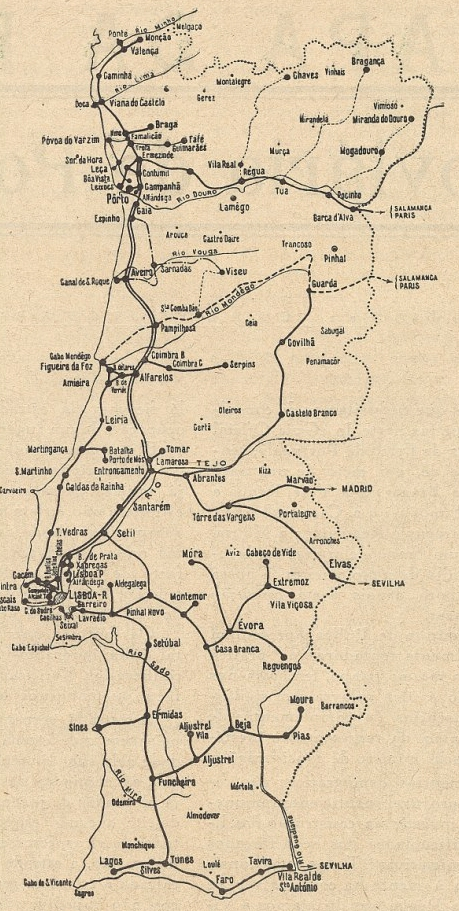
Mapa da rede ferroviária, em meados do século XX. A Linha do Lena surge entre Martingança a Porto de Mós, passando pela Batalha

Após a transferência, a companhia fez um requerimento ao governo, para o prolongamento da sua linha até ao Entroncamento; desta forma, a rede mineira ficaria ligada tanto à Linha do Oeste como do Norte, e possibilitaria um fornecimento de carvão directo aos depósitos da CP. A linha seria continuada até à Mendiga por Serro Ventoso, e a ligação ao Entroncamento seria feita por um ramal da Mendiga a Alqueidão, na projectada linha do Entroncamento a Rio Maior. O troço entre Porto de Mós e a Batalha iria ficar em comum com a Linha de Tomar à Nazaré, como já tinha sido decidido em 1912. Entretanto, em Maio de 1927 já tinha sido concluída a instalação da rede telefónica de Martingança à Batalha, e estava prevista a adaptação da via para bitola métrica.
Assim, esta empresa iniciou as obras de readaptação da Linha do Lena à bitola métrica, através do assentamento de um terceiro carril, cuja instalação decorreu entre 1 de Maio e 5 de Julho de 1928; os carris centrais, da antiga bitola, foram removidos entre 29 de Novembro e 20 de Dezembro do mesmo ano. A construção do troço entre a Batalha e a Mendiga iniciou-se em Março de 1926, tendo o lanço até Porto de Mós sido aberto à exploração em 11 de Setembro de 1930. Neste dia, também se iniciaram os serviços de passageiros em toda a linha. Enquanto isto, iniciaram-se os estudos para a revisão do Plano Geral da Rede, e a companhia pediu o prolongamento da Mendiga ao Entroncamento, passando por Alqueidão, Monsanto, Alcanena e Torres Novas, obra que era considerada fácil, com um terreno quase plano e com poucas obras de arte. Posteriormente, poderia ser feito o prolongamento até Rio Maior. Este pedido foi comunicado à comissão que estava a fazer a revisão do plano, e ao Conselho Superior de Caminhos de Ferro, que era da opinião que deveria ser construída a linha do Entroncamento a Rio Maior e o seu ramal de Alqueidão à Mendiga, que a linha de Mendiga a Martingança devia ser considerada de interesse geral, que estas e todos os outros caminhos de ferro de via métrica entre as Linhas do Oeste e do Norte deviam ser agrupadas numa só rede; também defendia que a The Match and Tobacco Timber Supply Company devia ter a concessão dos troços da Mendiga ao Entroncamento, com garantia de anuidade por noventa anos, e que posteriormente tomasse a exploração das restantes linhas na rede métrica entre as Linhas do Oeste e do Norte. Estas considerações foram a base do Decreto n.º 14866, de 3 de Janeiro de 1928, que classificou a linha do Lena como de interesse geral, e ordenou a construção de um ramal entre esta linha e o Ramal de Rio Maior; esta classificação foi baseada no Decreto n.º 13829, que estabeleceu uma maior importância às ligações ferroviárias a minas de carvão. Este diploma também integrou estas linhas, junto com outras construídas e em planeamento nesta região, num grupo de exploração única, cuja gestão foi atribuída à The Match and Tobacco Timber Supply Company, pelo Decreto n.º 15069, de 14 de Fevereiro de 1928. Nessa altura, surgiu uma nova entidade interessada na construção da linha de Tomar à Nazaré, pelo que devia ser feito um contrato e excluir esta linha da concessão já atribuída à The Match and Tobacco Timber Supply Company, se esta concordasse. Entretanto, a The Match and Tobacco Timber Supply Company já tinha pedido um empréstimo à Caixa Geral de Depósitos no valor de 20.000 contos, o que lhe foi concedido pelo Decreto n.º 13:803, de 21 de Junho de 1927.

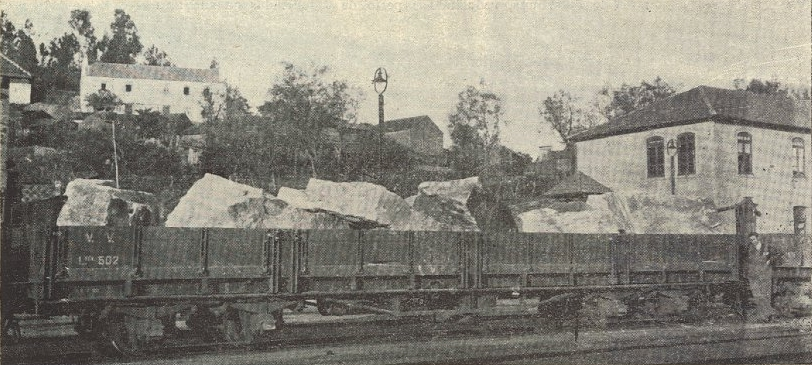
Vagão de 30 t na Linha do Vouga. Fazia parte originalmente da Linha do Lena, tendo sido depois reconstruído e transformado nas oficinas de Sernada do Vouga.

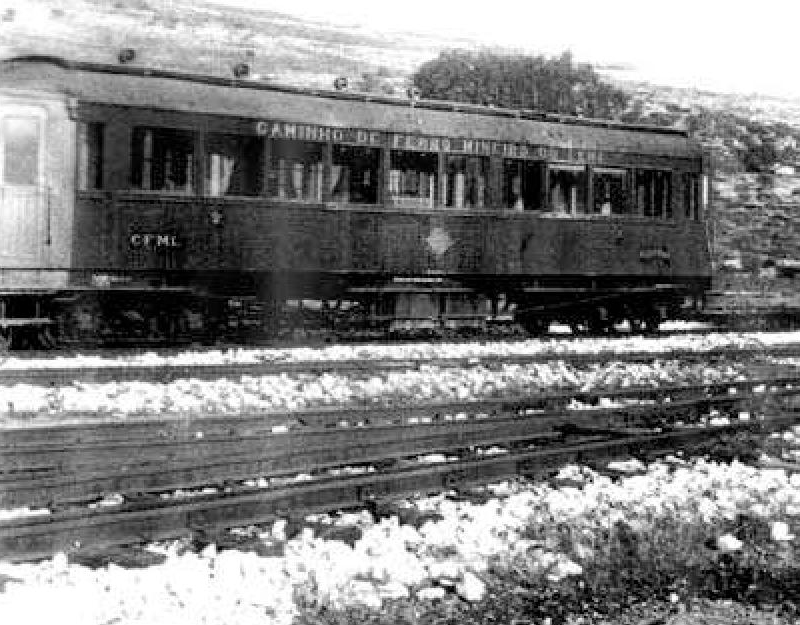
Carruagem do Caminho de Ferro Mineiro do Lena

### Declínio e encerramento
Em Junho de 1928, venceu a primeira letra, referente a 2000 contos mais os juros; mas em 1929, quando venceu a segunda letra do empréstimo, foi pedido o adiamento do pagamento, o que foi recusado. Além dos problemas financeiros, também se manifestaram irregularidades na exploração. Com efeito, a linha já tinha sido construída até à Mendiga, e já se tinham adquirido vagões e carruagens para o serviço, mas o material era demasiado pesado e luxuoso, e tinha-se cometido o erro de utilizar três classes para os passageiros, o que complicou a exploração. Embora tenham sido encomendadas locomotivas do tipo Mikado, próprias para comboios pesados, ainda assim eram insuficientes para o serviço. As deficiências financeiras da companhia agravaram-se, e a concessão foi transferida para a Empresa Mineira do Lena, que ficou a explorar a central eléctrica e o troço de Martingança a Porto de Mós, embora os problemas de exploração continuassem, levando à suspensão dos serviços públicos. O Decreto 22:379, de 28 de Março de 1933, suspendeu as autorizações para a construção de novas vias férreas com garantia de juro, devido à significativa erosão nas receitas do Fundo Especial de Caminhos de Ferro, que era utilizado no pagamento das garantias de juro.
Entretanto, o Plano Geral da Rede Ferroviária, publicado pelo Decreto n.º 18:190, de 28 de Março de 1930, classificou o troço entre Mendiga e Alqueidão como o Ramal da Mendiga, que se ligaria à Linha de Martingança a Mendiga, já construída. O Ramal da Mendiga deveria ter um comprimento de 12 km.
No Diário da República n.º 290, 2.ª Série, de 11 de Dezembro de 1934, foi publicada uma portaria que aprovou o projecto da Empresa Mineira do Lena para um Ramal da Paragem de São Jorge, desde o PK 16,800 da Linha de Martingança a Porto de Mós até à Mina de Barrojeiras. Para a construção deste ramal, que se iniciava junto ao Apeadeiro de São Jorge, o estado comparticipou com um valor de 89.102$00 escudos, pelo Fundo do Desemprego. Em finais de 1935, a Companhia dos Caminhos de Ferro Portugueses alterou as condições dos serviços oferecidos em combinação com a empresa do Lena, pelo que os passageiros das estações da Linha do Lena com destino à restante rede ferroviária tinham de comprar novos bilhetes em Martingança, enquanto que as remessas das bagagens e cães tinham de ter um novo despacho naquela estação; no sentido inverso, da rede da CP para a linha do Lena, continuou a situação anterior, com os bilhetes e despachos a serem emitidos em qualquer ponto do país, directamente para as estações do Lena. Em Dezembro de 1935, foi suspensa a circulação dos serviços de passageiros e mercadorias, pelo que a Empresa Mineira do Lena pediu ao governo a sua desclassificação como de interesse geral. Em Janeiro de 1938, a revista "Voz" publicou uma entrevista sobre o caminho de ferro do Lena, onde se realçaram as dificuldades financeiras sentidas herdadas pela Empresa Mineira do Lena, especialmente as grandes dívidas ao estado, que tinha a hipoteca de todos os activos da companhia, a baixa qualidade do carvão, cujo teor em cinza não compensava os gastos do transporte, e a reduzida procura de electricidade nos concelhos de Alcobaça, Porto de Mós e Batalha.
Em 1947 a Companhia dos Caminhos de Ferro Portugueses tomou a exploração de toda a rede ferroviária nacional, salvo a Linha de Cascais, a linha do Lena já não fazia parte dos troços que foram entregues à empresa. O Decreto-Lei n.º 37:822, de 16 de Maio de 1950, desclassificou a rede ferroviária do Lena como de interesse geral, e removeu esta linha do plano ferroviário nacional. A via férrea terá sido igualmente desmantelada nesse ano.

### Conversão numa ecopista
Em 2012 parte do antigo percurso da via férrea foi aproveitado para uma ecopista pela Câmara Municipal de Porto de Mós. A ecopista tem cerca de oito quilómetros, e liga a Bezerra a Figueiredo.

## Leitura recomendada
- COSTA, Daniela (2015). Histórias do carvão: as minas da Bezerra e o Couto Mineiro do Lena 1.ª ed. Serro Ventoso: Junta de Freguesia de Serro Ventoso. 128 páginas. ISBN 978-989-20-5352-3
- SILVA, Herlander Eleutério da (2007). O Couto Mineiro do Lena: histórias e memórias (folheto) 1.ª ed. Leiria: CEPAE - Centro do Património da Estremadura. 2 páginas. ISBN 978-972-8821-92-0